# Alessandro Vedani (építőmester)
Alessandro Vedani vagy Alessandro da Vedano (? – Sárospatak, 1573) olasz származású építőmester és kőfaragó. 1530-as évektől Magyarországon dolgozott, több magyar vár korszerűsítésében vállalt szerepet.

## Élete
A 16. század elején született Milánó mellett egy lombardiai településen. Az 1530-as években érkezett Magyarországra, 1560-ban pedig végleg letelepedett Sárospatakon.

## Tevékenysége
Magyarországon elsősorban a Perényiek szolgálatában állt, több vár építkezésénél, megerősítésénél közreműködött. Dolgozott Sárospatakon, Ónodon, Füzéren, Füleken, Terebesen, és Egerben.
A Füzéri váron 1530 és 1567 között végzett erődítési mestermunkák nagy része tervei alapján valósult meg.
A pataki vár védműveinek tervezését Vedaninak tulajdonítják. A belső és külső várból álló védműveket 1534–1563 között építették Perényi Péter koronaőr, majd később fia, Perényi Gábor országbíró utasítására.
Fülek vára 1544-ben Bebek Ferenc gömöri főispán tulajdonába került. Az ő idejében, 1548–1551 körül zajlott le a vár széleskörű modernizációja és Vedano tervei alapján történő kibővítése. A bővítés célja részben az ágyútűz elleni védelem erősítése volt. A várat egy középső résszel és két új ötszögű bástyával bővítették, a közöttük húzódó falban ágyúállásokat és lőréseket alakítottak ki. Az alsóvárat három olaszbástya védte.
Amikor az egri vár a hatalmas kiterjedésű egri püspökség jövedelmeivel együtt 1542–1548 között Perényi Péter tulajdonába került, lehetőség nyílt a régi vár teljes átépítésére. A védműveket Vedani tervei alapján valósították meg. A várat külső és belső részre osztották. A Szentély-bástyát 1537 és 1548 között a székesegyház már álló szentélyfalaiból alakították ki. Feltehetően ő építette a lakótorony olaszbástyaszerűen kialakított kiegészítését is. Vedani nevéhez fűződik a Varkocs-bástya (1542) a Sándor-bástya (1542–1548), és a falszoros (az 1552-es ostrom előtt) kialakítása, illetve a Tömlöc-bástya átalakítása. A Sándor-bástya az ő nevét viseli.